# 北山世主
北山世主（ほくざんせいしゅ）、または北山王（ほくざんおう）、山北王（さんほくおう）は、今帰仁城を拠点に、現在の沖縄県北部一帯を北山王国として1416年まで支配していた大按司（君主、領主）らが名乗っていた称号である。
「世主」は「世の主」を意味する。北山の時代は、天孫氏などの神話に包まれた「前北山時代」、王位継承をめぐる内乱が絶えなかった「中北山時代」、怕尼芝の登場から北山滅亡までの「後北山時代」に分けられる。
1416年に中山王の尚巴志による三山統一がなされ、琉球王国が成立して以降は、旧・北山王国地域を監視・統治する役職として「北山監守」が置かれ、代々王族の尚氏やその縁戚者などが担当した。第二尚氏王統時代以降は、具志川御殿一族が代々北山監守を務めて今帰仁城に駐在していたが、1665年に同職が廃止されると彼らは王府の首里に引き揚げた。
しかし、監守制度そのものがなくなったわけではなく、以降は王府の役人が首里に居住しながらその役務を担った。

## 歴代北山世主

### 前北山
- 天孫氏王統（1186年まで）- 伝説上のものとされる

### 中北山
- 大舜（生没年不詳）- 舜天王の兄、初代今帰仁城主
- 大舜の嗣子（生没年不詳）
- 舜馬順煕の次男（生没年不詳） - 今帰仁世の主
- 舜馬順煕次男の嗣子（生没年不詳）
- 湧川王子（生没年不詳）- 英祖王の次男
- 湧川按司（生没年不詳）- 湧川王子の長男
- 今帰仁按司一世（生没年不詳）- 湧川按司の長男
- 仲昔今帰仁按司丘春（生没年不詳）- 今帰仁按司一世の長男
- 今帰仁仲宗根若按司（生年不詳 - 1322年）- 怕尼芝に敗れ戦死
  - 今帰仁王子 - 父の死後、南へと逃れ後に伊覇按司一世となる

なお、「古琉球三山由来記集」によれば上の各世で北山世主に着いたのは湧川按司（湧川王子長子）、今帰仁按司一世（世主湧川按司の子）、後北山の怕尼芝、北山珉四世と数えている。

### 後北山
- 怕尼芝（生年不詳 - 1395年）- 今帰仁仲宗根若按司を倒し北山王国を建国
- 珉王（生年不詳 - 1400年）
- 攀安知（生年不詳 - 1416年）

## 北山守護
- 護佐丸（生年不詳 - 1458年）- 伊覇按司三世の次男、伊覇按司一世の曽孫

## 北山監守（第一尚氏）
- 尚忠（1391年 - 1444年）- 尚巴志王世子で後に琉球国王、母は伊覇按司一世の長女・眞鍋金
- 具志頭王子（1394年 - 没年不詳）- 尚巴志王三男で尚忠の弟、就任後は今帰仁王子、妻は具志川按司の娘・チミー
- 以降不詳

## 北山監守（第二尚氏）
- 尚韶威（生年不詳 - 嘉靖年間）- 尚真王三男、具志川御殿の元祖
- 向介紹（生年不詳 - 隆慶年間）- 妻は具志川親雲上の娘・眞呉勢（俗称：中之御殿大按司志郎礼）
- 向和賢（1556年 - 1591年）- ハンセン病であったとされ、一族で唯一津屋口墓に葬られている（享年35歳）。
- 向克順（1580年 - 1596年）- 1591年、父・和賢の死後に襲職。生涯独身、享年17歳。
- 向克祉（1582年 - 1609年）- 兄・克順に世子がいなかったため14歳時に襲職、島津侵攻による今帰仁焼き討ち翌日に死去。
- 向縄祖（1601年 - 1658年）- 1609年に継承、当代中に今帰仁城内から城下へ移住、1654年に致仕（辞職）
- 向従憲（1627年 - 1687年）- 父の辞職後に襲職、1665年に在領を離れ首里赤平村へ移住、最後の在地北山監守。